# Perideridia lemmonii
Perideridia lemmonii är en flockblommig växtart som först beskrevs av John Merle Coulter och Joseph Nelson Rose, och fick sitt nu gällande namn av Tsan Iang Chuang och Lincoln Constance. Perideridia lemmonii ingår i släktet Perideridia och familjen flockblommiga växter. Inga underarter finns listade i Catalogue of Life.